# Abies vejarii
Espèce
Classification phylogénétique
Statut de conservation UICN

 NT  : Quasi menacé
Abies vejarii est un conifère de la famille des Pinacées. Il est originaire des montagnes du Nord-Est du Mexique.

## Description

### Dimensions
Abies vejarii atteint de manière générale une hauteur de 10 à 15 mètres mais peut parfois atteindre la hauteur de 40 mètres. Son tronc peut faire jusqu'à 1 mètre de diamètre.

### Caractéristiques botaniques
Abies vejarii a un port conique.
Son écorce est d'abord lisse et mince avant de se craqueler en plaques rectangulaires.
Les rameaux sont très légèrement sillonnés (davantage sillonnés chez les jeunes rameaux d'un an), glabres ou légèrement pubescents. Les sillons sont luisants sur les jeunes rameaux avant de devenir bruns et mats. Les rameaux sont aussi légèrement tordus.
Les bourgeons sont globuleux, pourpres, très résineux et mesurant de 3 à 5 mm.
Les aiguilles mesurent de 1,5 à 2,5 cm, sont droites ou légèrement falquées, rigides, vertes ou gris-vert sur la face supérieure et la face inférieure est vert blanchâtre du fait de la présence de deux bandes blanches. L'apex des aiguilles est plus ou moins pointu.
Les cônes mâles sont rouges, sphériques et mesurant de 0,5 à 1 cm.
Les cônes femelles sont d'abord pourpre foncé avant de devenir brun noirâtre à maturité, sont ovoïdes, mesurant de 6 à 15 cm de longueur sur 4 à 6 cm de largeur. Leurs écailles sont disposées en éventail. Il y a également présence de bractées cachées mais parfois, leurs pointes sont visibles et dressées. Les graines mesurent de 0,8 à 1,2 cm et possèdent une aile de taille équivalente aux graines.

## Répartition et habitat

### Distribution
Abies vejarii est endémique des montagnes de la Sierra Madre Orientale au Mexique. Il y pousse dans les États de Coahuila, du Nuevo León et du Tamaulipas à partir de 1900 mètres jusqu'à 3300 mètres d'altitude. Il a été introduit en Europe en l'an 1964.

### Exigences
Il pousse facilement sur tous les types de terres, supporte la sécheresse et résiste facilement jusqu'à -17 °C.

## Utilisations
Abies vejarii est de plus en plus utilisé pour la reforestation de zones où il fait souvent sec, et aussi de plus en plus utilisé dans l'ornementation des jardins.